# Kaltaszi járás
A Kaltaszi járás (oroszul Калтасинский район, baskír nyelven Ҡалтасы районы) Oroszország egyik járása a Baskír Köztársaságban, székhelye Kaltaszi falu.

## Népesség
Baskírföld azon járásai közé tartozik, ahol jelentős finnugor (ebben az esetben mari és udmurt) közösség él.
- 1970-ben 38 745 lakosa volt, melyből 6 612 tatár (17,1%), 4 592 baskír (11,8%).
- 1989-ben 27 705 lakosa volt, melyből 5 855 tatár (21,1%), 885 baskír (3,2%).
- 2002-ben 28 881 lakosa volt, melyből 13 166 mari (45,6%), 4 926 orosz (17,06%), 4 568 tatár (15,82%), 3 216 baskír (11,14%), 2 766 udmurt (9,6%).
- 2010-ben 26 268 lakosa volt, melyből 11 912 mari (45,9%), 4 933 orosz (19%), 3 646 tatár (14%), 2 644 baskír (10,2%), 2 616 udmurt (10,1%), 43 ukrán, 23 csuvas, 16 fehérorosz, 14 mordvin.

| Lakosok száma | 47 011 | 32 743 | 28 640 | 28 881 | 28 460 | 28 298 | 26 268 | 24 725 | 23 613 | 22 168 |
|               | 1939   | 1979   | 1995   | 2002   | 2005   | 2007   | 2010   | 2014   | 2017   | 2021   |